# 珀蒂特岩
珀蒂特岩（英語：Petite Rocks）是南極洲的岩石，位於伊利沙伯女皇地，處於杜費克山以東9公里，美國地質調查局根據測量和美國海軍拍攝的空中照片繪入地圖，現時由南極條約體系管理。